# Kawasaki Z 400
La Kawasaki Z 400 è una motocicletta prodotta della casa motociclistica giapponese Kawasaki a partire dal 2019.

## Profilo e tecnica
È stata presentata in anteprima mondiale nel novembre 2018 ad EICMA a Milano.
La ciclistica, che si compone di un telaio a traliccio in tubi d'acciaio che riprende la stessa tipologia di costruzione da quello della Ninja H2, vede all'anteriore da una forcella telescopica da 41 mm, mentre l'impianto frenante fa affidamento su un disco anteriore da 310 mm con una pinza a 2 pistoncini, mentre al posteriore è di 220 mm con pinza a singolo pistoncino. Inoltre è dotata dell'ABS della Nissin.
La Z400 è spinta da un motore bicilindrico parallelo a 4 tempi con distribuzione a doppio albero a camme in testa e 8 valvole (4 per cilindro) raffreddato a liquido dalla cilindrata di 399 cm³, che sviluppa 45,4 CV a 10 000 giri/min e una coppia di 38 Nm a 8 000. Il motore è alimentato da un sistema a doppia farfalla, per garantire una combustione più omogenea e un maggior risparmio di carburante. La potenza viene gestita da un cambio manuale a 6 marce coadiuvato da una frizione multidisco antisaltellamento.
La Z400 di serie ha cerchi multirazze da 17" di diametro, che calzano pneumatici che misurano 110/70-17 all'anteriore e 150/6-17 al posteriore.
Dal 2020 al 2022 la moto non è stata più venduta sul mercato italiano, in quanto il motore era ancora omologato Euro 4 e non rientrava nelle normative vigenti sulle emissioni. In seguito a giugno 2022, la moto viene aggiornata dalla Kawasaki con una serie di cambiamenti estetici, ma soprattutto meccanici per poter essere omologata e rientrare nelle normative Euro 5; proprio a causa di ciò, la coppia è diminuita passando da 4,0 a 3,8 kgm sempre a 8000 giri/min, mentre la potenza resta invariata.